# جون بارد
جون بارد (بالإنجليزية: John Bard)‏ هو فاعل خير أمريكي، ولد في 1819 في هايد بارك في الولايات المتحدة، وتوفي في 1899.